# Uruguay i olympiska sommarspelen 1992
Uruguay deltog i de olympiska sommarspelen 1992 med en trupp bestående av 16 deltagare, men ingen av landets deltagare erövrade någon medalj.

## Boxning
- Jorge Porley
- Luis Méndez

## Cykling
- Federico Moreira
- Sergio Tesitore

## Friidrott
Herrarnas maraton
- Nelson Zamora — 2:25.32 (→ 54:e plats)
- Ricardo Vera

## Judo
Herrarnas halv lättvikt
- Jorge Steffano

## Kanotsport
- Enrique Leite

## Modern femkamp
Herrarnas individuella tävling
- Daniel Pereyra — 2929 poäng (→ 66:e plats)

## Rodd
Herrarnas singelsculler
- Jesús Posse

## Segling
- Ricardo Fabini
- Luis Chiapparro
- Nicolás Parodi